# Копривица, Антон Глебович
Антон Глебович Копривица (род. 20 октября 1991 года, Уфа) — российский сноубордист, выступающий в бордеркроссе, мастер спорта России. Участник зимней Олимпиады 2014 года в Сочи.
- Двукратный серебряный призёр Чемпионатов России в бордер-кроссе;
- Бронзовый призёр этапа Кубка Европы.